# سفين هوقلند
سفين هوقلند (بالسويدية: Sven Höglund)‏ مواليد 23 أكتوبر 1910 في أوبسالا - الوفاة 21 أغسطس 1995 في ستوكهولم، كان دراج سويدي. سبق أن شارك في دورة الألعاب الأولمبية الصيفية وفاز بميدالية أولمبية.

## الميداليات
| الميدالية | المسابقة                       |
| --------- | ------------------------------ |
| برونزية   | الألعاب الأولمبية الصيفية 1932 |

## روابط خارجية
- سفين هوقلند على موقع أرشيف الدراجات (الإنجليزية)
- سفين هوقلند على موقع إحصائيات الدراجات الإحترافية (الإنجليزية)
- سفين هوقلند على موقع أوليمبيديا (الإنجليزية)
- سفين هوقلند على موقع اللجنة الأولمبية السويدية (السويدية)
- Profile